# Jennifer Lopez: Halftime
Jennifer Lopez: Halfitme è un film documentario del 2022 diretto da Amanda Micheli.
La pellicola è incentrata sulla carriera e sulla vita privata dell'attrice e cantante Jennifer Lopez.

## Trama
A ridosso del suo cinquantesimo compleanno, tra 2019 e 2020 Jennifer Lopez rivive la sua carriera di cantante, attrice e icona di stile. L'artista si sofferma in particolare su quanto vissuto in quel periodo, in particolare le preparazioni relative all'halftime show del Super Bowl LIV, il successo ottenuto con il film Le ragazze di Wall Street e le relative aspettative relative ai Golden Globe ed ai Premi Oscar, la decisione di indossare nuovamente l'abito Versace che destò un grande scalpore in occasione dei Grammy Awards 2000. Ciononostante, Lopez parla anche della parte precedente della sua carriera, divisa fra grandi successi e una forte attenzione mediatica sulla sua vita privata, nonché delle difficoltà dovute all'essere una donna latina e alla sua visione relativa alla politica estera di Donald Trump. Il racconto si conclude con la sua esibizione durante l'insediamento di Joe Biden alla Casa Bianca.

## Promozione
Il trailer del film è stato reso disponibile a partire dal 18 maggio 2022.

## Distribuzione
La première del film è avvenuta l’8 giugno 2022 alla serata d’apertura del Tribeca Film Festival, ed è stato reso disponibile su Netflix a partire dal 15 giugno 2022.

## Accoglienza
Sull'aggregatore Rotten Tomatoes il film riceve l'84% delle recensioni professionali positive con un voto medio di 6,7 su 10 basato su 19 critiche, mentre su Metacritic ottiene un punteggio di 63 su 100 basato su 8 critiche.